# Althing

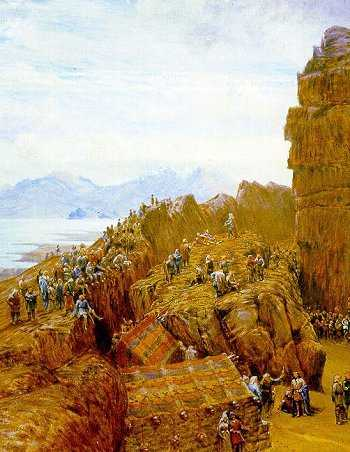
Sesja Althingu, XIX wiek

Althing (isl. Alþingi) – zgromadzenie ogólne Islandii, utworzone w 930 roku w Þingvellir (isl. Równina Zgromadzenia), położonym 45 km na wschód od Reykjavíku. Uznawany jest za najstarszy dotychczas istniejący parlament.
Althing obradował w Thingvellir do 1799, kiedy to został zniesiony na kilkadziesiąt lat. Przywrócono go w 1844 i przeniesiono do stolicy, gdzie znajduje się do dziś. Obecny budynek parlamentu, Alþingishúsið, zbudowano w 1881 przy placu Austurvöllur.

## Skład
Althing liczy 63 deputowanych, wybieranych w sześciu okręgach wyborczych w drodze proporcjonalnej reprezentacji z otwartych list partyjnych (wyborcy mają wpływ na kolejność wybierania kandydatów partii, przeciwieństwo zamkniętych list partyjnych), na czteroletnią kadencję. 54 mandaty rozdzielane są między partie na szczeblu okręgowym bez progu wyborczego, a 9 mandatów wyrównawczych przypisanych do list partyjnych na szczeblu krajowym z progiem 5 proc. Wyborcy mają możliwość zaznaczenia głosów preferencyjnych na poszczególnych kandydatów partii.
Do 1991 wybierany był jako parlament jednoizbowy, po czym dzielono go na 2 izby w proporcji 1/3 (izba wyższa) i 2/3 (izba niższa). Obecnie jest parlamentem jednoizbowym.
Ostatnie (przedterminowe) wybory do Althingu odbyły się 30 listopada 2024. Kadencja parlamentu trwa 4 lata.
| Rezultaty wyborów       |       | RN | RS | NV | NA | S | SV | [ 1 ] | RAZEM |
| Partia Niepodległości   |       | 2  | 3  | 2  | 2  | 3 | 4  | 0     | 16    |
| Ruch Zieloni-Lewica     |       | 2  | 1  | 1  | 1  | 0 | 1  | 2     | 8     |
| Partia Postępu          |       | 1  | 1  | 3  | 3  | 3 | 2  | 0     | 13    |
| Sojusz                  |       | 1  | 1  | 0  | 1  | 1 | 1  | 1     | 6     |
| Partia Centrum          |       | 0  | 0  | 0  | 1  | 0 | 1  | 1     | 3     |
| Partia Piratów          |       | 1  | 1  | 0  | 0  | 0 | 1  | 3     | 6     |
| Partia Ludowa           |       | 1  | 1  | 1  | 1  | 1 | 1  | 0     | 6     |
| Viðreisn (Odrodzenie)   |       | 1  | 1  | 0  | 0  | 1 | 0  | 2     | 5     |
| RAZEM                   | RAZEM | 9  | 9  | 7  | 9  | 9 | 11 | 9     | 63    |
| Źródło: Iceland Monitor |       |    |    |    |    |   |    |       |       |

Okręgi wyborcze:
- RN – Północny Reykjavík
- RS – Południowy Reykjavík
- NV – Północno-zachodni
- NA – Północno-wschodni
- S – Południowy
- SV – Południowo-zachodni